# تارنبی، کمون دانمارک
تارنبی، کمون دانمارک (به لاتین: Tårnby Municipality) یک سکونتگاه مسکونی در دانمارک است که در استان هوودستادن واقع شده‌است.

## خصوصیات
تارنبی ۶۴٫۹۵ کیلومترمربع مساحت و ۴۱٬۵۷۲ نفر جمعیت دارد.